# Mathematica
Mathematica là chương trình phần mềm tính toán sử dụng trong các lĩnh vực khoa học, kỹ thuật, và toán học cũng như các lĩnh vực tin học khác. Phần mềm này do Stephen Wolfram thiết kế và phát triển tại trung tâm nghiên cứu Wolfram Research ở Champaign, Illinois.